# Річа Панаї
Річа Панаї (нар. 24 лютого 1993 року) — акторка, яка з'являється в Боллівуді, Толлівуді, Моллівуді та інших. Річа Панаї стала відомою як модель у рекламі індійської ювелірної компанії Bhima Jewellery.

## Кар'єра
Річа народилася 24 лютого 1993 року і виросла в Лакхнау. Ще зі шкільних років вона хотіла бути акторкою. Після закінчення 12 класу вона виграла титул «Міс Лакхнау», після чого вирішила стати моделлю. Однак перші дні модельної діяльності були для неї важкими.
Після того, як вона пройшла заочне навчання та закінчила Делійський університет, вона стала стюардесою авіакомпанії Kingfisher Airlines. Джаббар Калараккал зняла із нею свій перший рекламний ролик. Вона знялася в кількох малаяламських рекламах, а незабаром також дебютувала в кіно.
2011 року вона грала в малаяламському фільмі «У Вадамалі». У тому ж році вона знялася у двох інших малаяламських фільмах, «Бангкокське літо» та «Сендвіч» разом з Унні Мукундан і Кунчако Бобан відповідно. Річа виграла кінопремію Asianet як найкраще нове обличчя 2012 року серед жінок.
Потім її побачили з Алларі Нарешем у її першому фільмі на телугу «Ямудікі Могуду». Вона дебютувала в каннадській кіноіндустрії у 2015 році й взяла участь у фільмі «Бугурі» разом із Золотою зіркою Ґанеш. Вона дебютувала в Боллівуді у «Трафік», де також знімалися Манодж Баджпаї, Джиммі Шергілл, Дів'я Дутта та інші. Її також бачили у фільмі на телугу «Еду Голд Ехе» із Сунілом у головній ролі.
Вона знялася в малаяламському фільмі «Перехрестя (Лейкхаус)», який вийшов на екрани у 2017 році.

## Фільмографія
| Рік  | Назва                 | Роль         | Мова     | Примітки                                                 |
| ---- | --------------------- | ------------ | -------- | -------------------------------------------------------- |
| 2011 | Ваадамаллі            | Вріндха      | Малаялам | Кінопремія Asianet за найкраще нове обличчя року — жінка |
| 2011 | Бангкок Літо          | Ганга        | Малаялам |                                                          |
| 2011 | Сендвіч               | Шруті        | Малаялам |                                                          |
| 2012 | Ямудікі Могуду        | Ямаджа       | Телугу   | Дебют на телугу                                          |
| 2013 | Манасуну Маая Сеяке   | Мітілі       | Телугу   | Роль гостя                                               |
| 2014 | Наятту                |              | Малаяла  |                                                          |
| 2014 | Другий інінгс         |              | Малаяла  |                                                          |
| 2014 | Чандамама Каталу      | Хасіна       | Телугу   |                                                          |
| 2015 | Лава Куса             | Підбалаксмій | Телугу   |                                                          |
| 2015 | Бугурі                | Нандіні      | Каннада  | Дебют на каннади                                         |
| 2016 | Трафік                | Швета        | Гінді    | Дебют на гінді                                           |
| 2016 | Еду Голд Ехе          | Санджана     | Телугу   |                                                          |
| 2017 | Ракшака Бхатуду       |              | Телугу   |                                                          |
| 2017 | Перехрестя (Лейкхаус) | Еймі         | Малаялам |                                                          |
| 2023 | Коло                  |              | Телугу   |                                                          |